# Edward Emerson Barnard
Edward Emerson Barnard (Nashville (Tennessee), 16 december 1857 - Williams Bay (Wisconsin), 6 februari 1923) was een Amerikaans astronoom.  Hij was algemeen bekend als E.E. Barnard, en werd gezien als een begaafd waarnemer.

## Leven en werken
Barnard werd geboren in Nashville (Tennessee) als zoon van Reuben Barnard en Elizabeth Jane Haywood, en had één broer. Zijn vader overleed voor zijn geboorte, waardoor hij in armoede opgroeide en weinig tot geen opleiding meekreeg. 
Hij had belangstelling voor fotografie, en op zijn negende vond hij een baantje als hulpje van een fotograaf.
Later kreeg hij belangstelling voor astronomie. In 1876 kocht hij een 5-inch refractortelescoop, en in 1881 ontdekte hij zijn eerste komeet (en verzuimde vervolgens zijn ontdekking te melden). Hij ontdekte later dat jaar een tweede komeet, en in 1882 een derde.
Nog werkzaam in een fotostudio trouwde hij in 1881 met de in Engeland geboren Rhoda Calvert. In de jaren rond en na 1880 loofde een welgesteld persoon een beloning uit van 200 dollar voor elke nieuwe komeet die werd ontdekt. Barnard ontdekte er 8, en het geld gebruikte hij voor de bouw van zijn huis.
Toen hij aan bekendheid won onder amateurastronomen in Nashville, zamelden zij voldoende geld in om hem een plaats te bezorgen aan de plaatselijke Vanderbilt University. Hij studeerde op 30-jarige leeftijd af, en trad in dienst bij het Lick Observatory.
In 1892 bestudeerde hij een nova (Nova Aurigae) en was de eerste die de gasvormige emissies waarnam, en daaruit afleidde dat het hier ging om de ontploffing van een ster.
In hetzelfde jaar ontdekte hij ook Amalthea, de vijfde maan van Jupiter. Hij was daarmee de eerste astronoom die een nieuwe maan van Jupiter ontdekte sinds Galileo Galilei in 1610. Het was tevens de laatste maan die door visuele waarneming werd ontdekt (en niet door middel van fotografie of andere middelen).
In 1895 stapte hij over naar de Universiteit van Chicago als professor in de astronomie. Daar kon hij beschikken over de 40-inch telescoop van het Yerkes Observatory. Zijn werk in die periode bestond voor een belangrijk deel uit het fotograferen van de Melkweg. Samen met Max Wolf ontdekte hij dat bepaalde donkere gebieden in de Melkweg gaswolken zijn, die de achterliggende sterren aan het zicht onttrekken.
De zwakke Ster van Barnard is naar hem vernoemd, nadat Barnard in 1916 ontdekte dat deze ster een zeer hoge eigenbeweging heeft, vergeleken met andere sterren. Deze ster is - na Alpha Centauri - de meest nabije ster van de Zon.
Hij overleed in Williams Bay, Wisconsin, en werd begraven in Nashville. Na zijn dood werden zijn foto's uitgegeven onder de titel Photographic Atlas of Selected Regions of the Milky Way.

## Ontdekte kometen
Tussen 1881 en 1892 ontdekte Barnard 14 kometen:
- C/1881 S1
- C/1882 R2
- D/Barnard 1 (D/1884 O1)
- C/1885 N1
- C/1885 X2
- C/1887 B3
- C/1887 D1
- C/1887 J1
- C/1888 U1
- C/1888 R1
- C/1889 G1
- D/Barnard 2 (D/1889 M1)
- C/1891 T1
- D/Barnard 3 (D/1892 T1)

## New General Catalogue
E. E. Barnard heeft 189 deepsky objecten ontdekt, waarvan 18 objecten werden opgenomen in de New General Catalogue. 171 objecten werden opgenomen in de Index Catalogue.
NGC 281, NGC 1255, NGC 1292, NGC 1297, NGC 1302, NGC 1499, NGC 1721, NGC 1725, NGC 1728, NGC 1798, NGC 2141, NGC 2226, NGC 2282, NGC 2568, NGC 5584, NGC 6302, NGC 6354, NGC 6822.

## Erkenning
Medailles
- Gold Medal of the Royal Astronomical Society (1897)
- Bruce Medal (1917)

Naar hem vernoemd
- Barnard-krater op de Maan
- Barnard-krater op Mars
- Barnard-regio op Ganymedes
- Planetoïde 819 Barnardiana
- Ster van Barnard
- Absorptienevels, waaronder Barnard 68 in Slangendrager[2]
- Barnard's Loop

## Necrologieën
- AJ 35 (1923) 25
- AN 218 (1923) 159/160 (one line)
- AN 218 (1923) 241/242 (Duits)
- AN 218 (1923) 247/248
- ApJ 57 (1923) 128
- ApJ 58 (1923) 1
- JRASC 17 (1923) 97
- JRASC 18 (1924) 309
- MNRAS 84 (1924) 221
- Obs 46 (1923) 95
- Obs 46 (1923) 158
- PASP 35 (1923) 72
- PASP 35 (1923) 87